# Фроссуш (Албергарія-а-Веля)
Фроссуш (порт. Frossos; МФА: [ˈfɾo.suʃ]) — колишня парафія в Португалії, в муніципалітеті Албергарія-а-Веля. Перебувала у складі округу Авейру.  Входила до регіону Центр. За старим адміністративним поділом, що був чинним до 1976 року, територія парафії належала провінції Берегова Бейра.  Ліквідована 28 січня 2013 року. Увійшла до складу парафії Сан-Жуан-де-Лоре і Фроссуш. Площа парафії — 7,95 км², населення — 887 ос. (2011), густота населення — 111,57 осіб/км²
. Патрон — святий Пелагій. Поштовий індекс — 3850. Код  — 010205.

## Географія

Албергарія-а-Веля (2013)
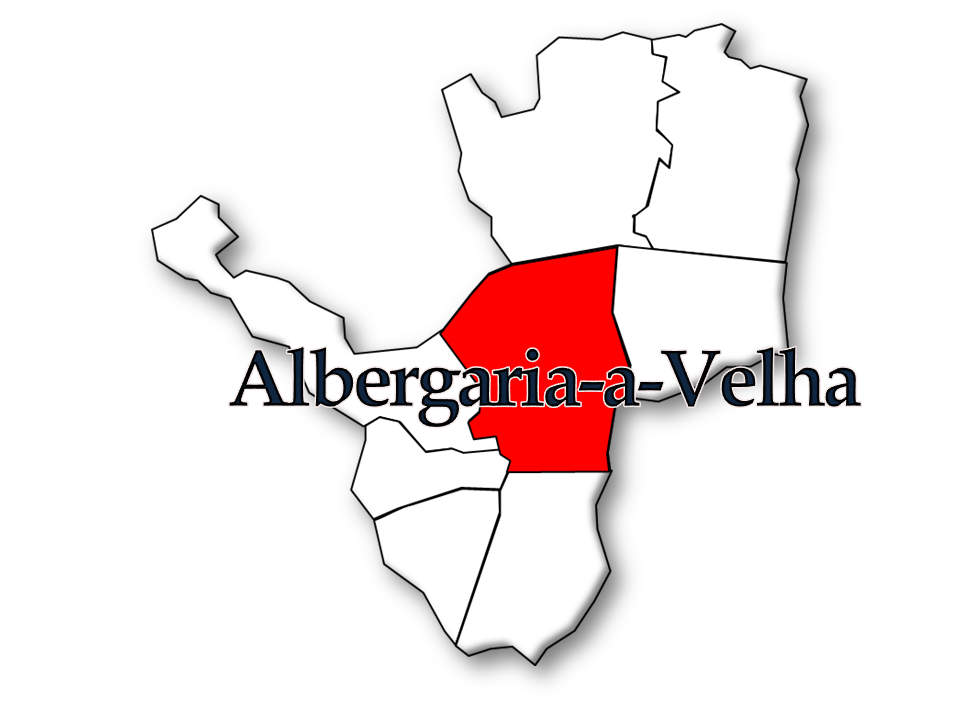
Албергарія-а-Веля
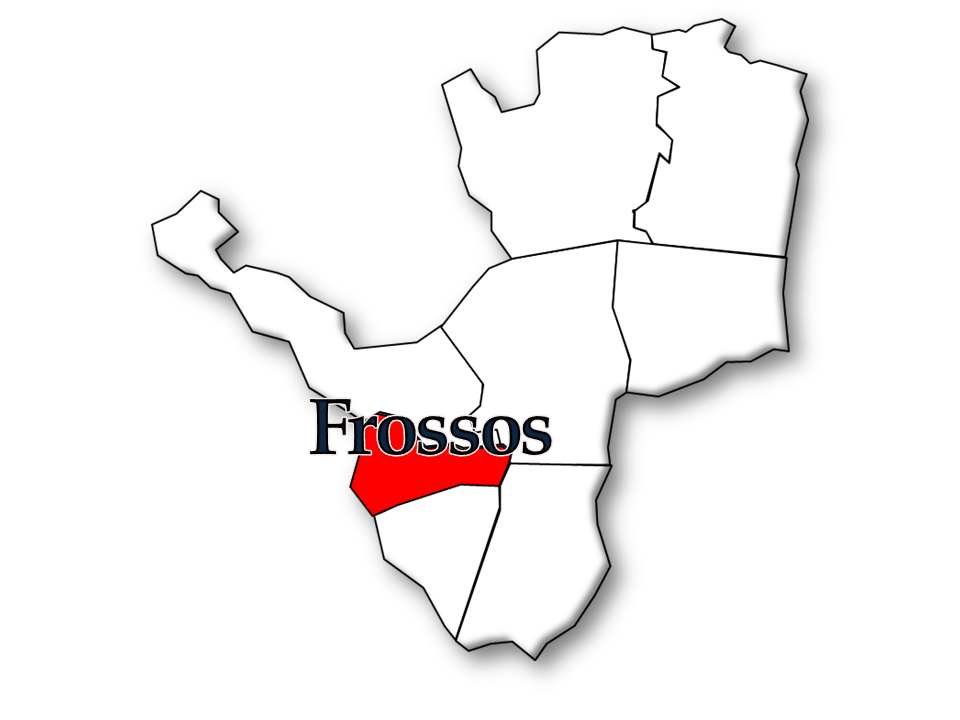
Фроссуш

## Населення
| Кількість мешканців | Кількість мешканців | Кількість мешканців | Кількість мешканців | Кількість мешканців | Кількість мешканців | Кількість мешканців | Кількість мешканців | Кількість мешканців | Кількість мешканців | Кількість мешканців | Кількість мешканців | Кількість мешканців | Кількість мешканців | Кількість мешканців |
| ------------------- | ------------------- | ------------------- | ------------------- | ------------------- | ------------------- | ------------------- | ------------------- | ------------------- | ------------------- | ------------------- | ------------------- | ------------------- | ------------------- | ------------------- |
| 1864                | 1878                | 1890                | 1900                | 1911                | 1920                | 1930                | 1940                | 1950                | 1960                | 1970                | 1981                | 1991                | 2001                | 2011                |
| 614                 | 663                 | 657                 | 680                 | 710                 | 701                 | 664                 | 720                 | 696                 | 835                 | 765                 | 916                 | 1.025               | 964                 | 887                 |